# Im Trutz Frankfurt

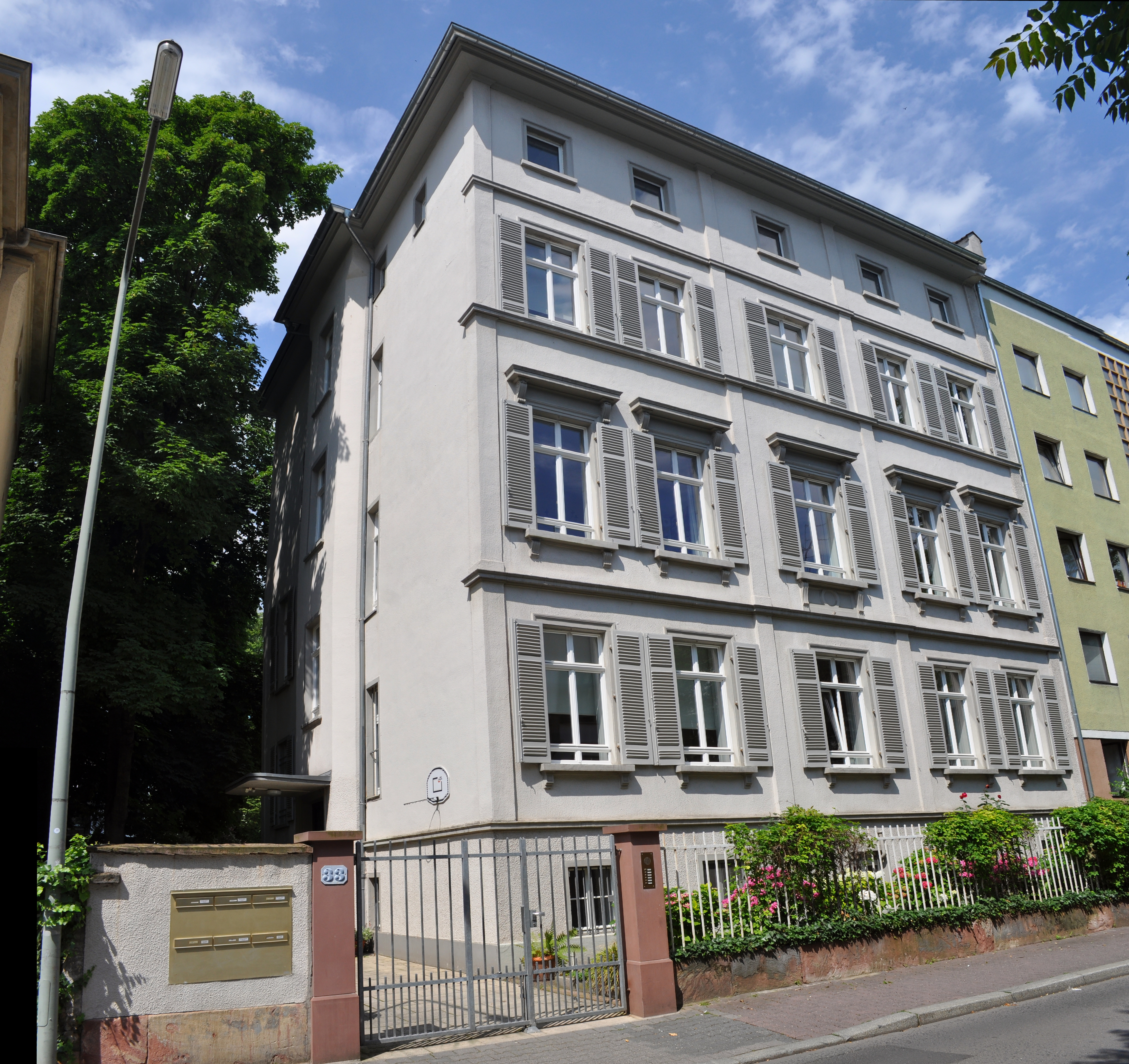
In diesem Haus lebte Silvia Tennenbaum.

Im Trutz Frankfurt ist eine im Jahr 1856 angelegte Straße im Frankfurter Stadtteil Westend. Ihr Name nimmt Bezug auf eine Belagerung der Stadt, die im Jahr 1552 stattgefunden hatte.

## Lage
Das südliche Ende der Straße liegt bei der Hausnummer 13 der Bockenheimer Anlage. Von dort ausgehend verläuft die Straße zunächst in nordöstlicher Richtung bis zum Gärtnerweg und weiter in annähernd nördlicher Richtung bis zur Gervinusstraße. Anschließend wird sie in grob nordwestlicher Richtung durch die Straße Auf der Körnerwiese fortgesetzt. Im letzten Abschnitt zwischen Grüneburgweg und Gervinusstraße verläuft die Straße zwischen größtenteils modernen Bauten. Dazu zählen das am westlichen Straßenrand befindliche Westend Carrée – ein 1990 errichteter Gebäudekomplex, der den gesamten Block zwischen Im Trutz Frankfurt (im Osten), Gervinusstraße (im Norden), Grüneburgweg (im Süden) und Leerbachstraße (im Westen) einnimmt – sowie ein östlich der Straße gelegener Rewe-Supermarkt mit Eingang im Grüneburgweg Nummer 12. Weitere angrenzende Grundstücke sind die rückwärtigen Gärten der zur Körnerstraße gehörenden Häuser mit den Nummern 3 bis 11.

## Geschichte
Der Name bedeutet Trotz beziehungsweise Widerstand und erinnert zusammen mit der östlich verlaufenden Parallelstraße Im Sachsenlager an eine Begebenheit im Juli 1552. Die protestantischen Fürsten unter der Führung des Kurfürsten Moritz von Sachsen hatten sich im Fürstenaufstand gegen den Kaiser erhoben und belagerten drei Wochen lang die lutherische Stadt Frankfurt, die von katholischen Truppen unter Führung des Obersten Conrad von Hanstein verteidigt wurde. Die Stadt trotzte der Aufforderung ihre Stadttore für das fürstliche Heer zu öffnen, das sich auf den Feldern vor der Stadt niedergelassen hatte. Erst der Passauer Vertrag vom 29. Juli 1552 beendete die Belagerung.
Während der Zeit des Nationalsozialismus unterhielt die von Jesuiten betreute Ignatiusgemeinde eine symbolhafte Adresse unter der (nicht existierenden) Hausnummer 50. Diese entspricht dem letzten Abschnitt der Straße nördlich des Grüneburgwegs, auf deren Ostseite die Straße über keine eigenen Häuser verfügt. Das letzte Haus auf der Ostseite der Straße befindet sich südlich des Grüneburgwegs und trägt die Nummer 48.
1901 wurde in dieser Straße erstmals Frankfurter Schülerinnen die Möglichkeit geboten, das Abitur zu erlangen. Der „Verein Frauenbildung-Frauenstudium“ hatte sich im Frühjahr 1900 mit einem Spendenaufruf an die Frankfurter Bürger gewandt und hatte am 14. April 1901 in einer privaten Wohnung Im Trutz 18 einen ersten "realgymnasischen Kurs für Mädchen" angeboten. Die erste Klasse von 12 Mädchen war ein Vorreiter einer Reihe von privater Schulgründungen in Frankfurt. Die Forderung nach der Schaffung einer städtischen Oberrealschule für Mädchen erfüllte der Magistrat Ostern 1908 mit der Schaffung der Schillerschule als Mädchengymnasium.

## Markante Punkte
Das 1881 erstmals erschienene Frankfurter Telefonbuch enthielt eine Auflistung der ersten 131 Anschlüsse der Stadt. Der Anschluss mit der Nummer 1 gehörte einem Freiherr von Erlanger, der Im Trutz 12 wohnte.
Vor dem Haus Nummer 13 befindet sich ein Stolperstein für Friederike Wreschner geb. Klaber (1888–1945), die zwischen 1922 und 1935 gemeinsam mit ihrem Ehemann, dem Industriellen Leo Lippmann Wreschner, und den beiden Töchtern Charlotte und Margrit, eine Villa unter dieser Adresse bewohnte.
Hausnummer 20 beherbergte die Malerin Ines Wetzel und ihren Mann Heinz Wetzel, der die Fachklasse für Malerei an der Frankfurter Kunstgewerbeschule unterrichtete. Unter Hausnummer 33 der Straße lebte Silvia Tennenbaum (* 1928, Autorin des Romans Straßen von gestern) von 1934 bis zu ihrer Flucht in die Schweiz 1936.

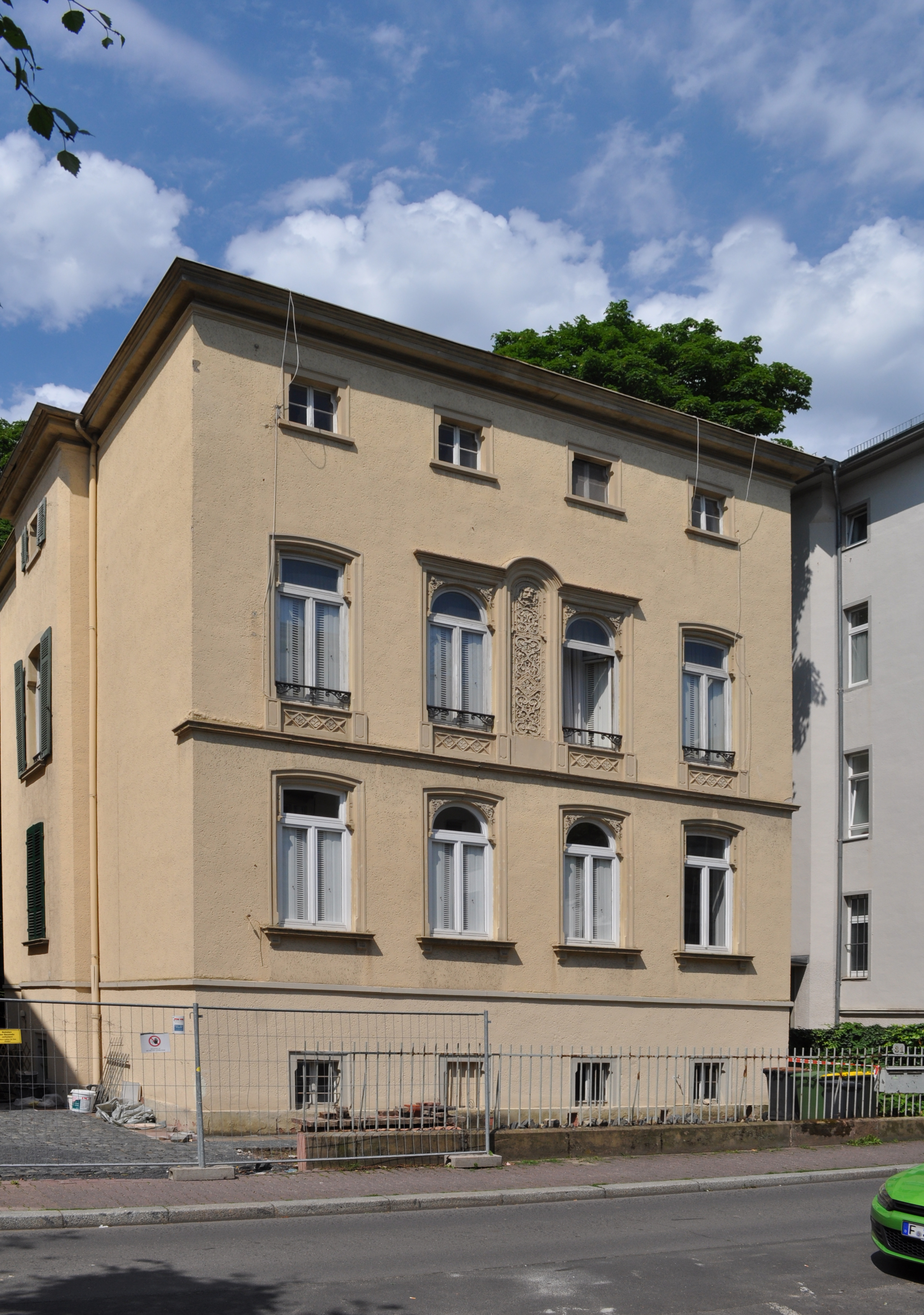
Im Trutz 31

Dieses spätklassizistisches Mietshaus aus der Zeit um 1859 steht unter Denkmalschutz. Ebenfalls unter Denkmalschutz steht das benachbarte Mietshaus des romantischen Spätklassizismus aus der gleichen Zeit mit der Nummer 31. Das Haus war ursprünglich Pfarrhaus der französisch-reformierten Gemeinde.